# Pseuderimerus luteus
Pseuderimerus luteus is een vliesvleugelig insect uit de familie Torymidae. De wetenschappelijke naam is voor het eerst geldig gepubliceerd in 1954 door Boucek.